# Astacilla dollfusi
Astacilla dollfusi är en kräftdjursart som först beskrevs av Théodore Monod 1925.  Astacilla dollfusi ingår i släktet Astacilla och familjen Arcturidae. Inga underarter finns listade i Catalogue of Life.